# Planay (Saboia)
Planay é uma comuna francesa na região administrativa de Auvérnia-Ródano-Alpes, no departamento de Saboia. Estende-se por uma área de 22,41 km². Em 2010 a comuna tinha 447 habitantes (densidade: 19,9 hab./km²).